# Yurie Kobori
Yurie Kobori (小堀 友里絵 Kobori Yurie?, nacida el 19 de septiembre de 1983) es una seiyū japonesa de Fukushima, Prefectura de Fukushima.

## Voces interpretadas
Los personajes de importancia están escritos en negritas.

### Anime
2010
- To Aru Kagaku no Railgun (Turista - ep 20)

2011
- Ben-To (Enfermera B - ep 8, Farmacéutica - ep 11)
- Hōrō Musuko (Madre de Saori Chiba)

2012
- Ano Natsu de Matteru (Profesora B - ep 1)
- Rinne no Lagrange (Rui Senzai - ep 9)
- Black Rock Shooter (Chica estudiante - ep 3, Júnior - ep 4)
- Beelzebub (Chica estudiante B - ep 54, Sachura)

2013
- Kakumeiki Valvrave 2 (Estudiante - ep 16)

2014
- Pocket Monsters XY (Shauna)